# Bălănești (collina)
Il Bălănești è una collina della Moldavia e rappresenta il punto più alto del Paese, con un'altitudine di 430 metri s.l.m..
Essa si trova nel comune di Bălănești.